# Shannon Hills
Shannon Hills város az Amerikai Egyesült Államok Arkansas államában, Saline megyében. Lakosainak száma 4490 fő (2020. április 1.).

## Földrajza
Az Egyesült Államok Népszámlálási Irodája szerint a város teljes területe 1,5 négyzetmérföld (3,9 km2), mind szárazföld.

## Története
A terület, amelyből később Shannon Hills lett, egészen az 1960 évekig beépítetlen maradt, amikor is megkezdődött a lakásépítés.

## Kormányzat
A város a városi tanács kormányzati modelljét alkalmazza, a tanács a város törvényhozó és politikai döntéshozó szerve, a tanács a kincstárnokból, a jegyzőből és hat tanácsosból áll, a polgármester dönti el a szavazategyenlőséget.

## Népesség
A település népességének változása:
| Lakosok száma | 2005 | 3143 | 4490 |
|               | 2000 | 2010 | 2020 |